# 弗洛拉維斯塔 (新墨西哥州)
弗洛拉維斯塔（英語：Flora Vista）是位於美國新墨西哥州聖胡安縣的普查規定居民點。

## 人口
根據2020年美國人口普查的數據，弗洛拉維斯塔的面積為13.07平方千米，當中陸地面積為12.83平方千米，而水域面積為0.24平方千米。當地共有人口2048人，而人口密度為每平方千米156.69人。